# Ronja Kemmer
Ronja Kemmer (nascida Schmitt, a 3 de maio de 1989) é uma política alemã da União Democrata-Cristã (CDU) que actua como membro do Bundestag pelo estado de Baden-Württemberg desde 2014.

## Carreira política
Após a morte de Andreas Schockenhoff, Kemmer assumiu a sua cadeira parlamentar em dezembro de 2014. Ela foi membro da Comissão de Assuntos Europeus antes de passar para a Comissão de Educação, Pesquisa e Avaliação Tecnológica e para a Comissão da Agenda Digital, bem como para a Comissão da Agenda Digital em 2018.

## Outras actividades
- Agência Federal de Inovação Disruptiva (SPRIN-D), Membro do Conselho de Supervisão (desde 2020)[4]

## Posições políticas
Em junho de 2017, Kemmer votou contra a introdução do casamento entre pessoas do mesmo sexo na Alemanha.
Para as eleições nacionais de 2021, Kemmer endossou Markus Söder como o candidato conjunto dos democratas-cristãos para suceder à chanceler Angela Merkel.

## Controvérsia
A meio da pandemia de COVID-19 na Alemanha em 2020, Kemmer foi um dos três membros do seu grupo parlamentar - ao lado de Wolfgang Stefinger e Christoph Ploß - que se tornou objecto de escrutínio da mídia depois de eles terem aceite um convite para embarcar num curta viagem de três dias a Oman; a embaixada de Oman cobriu as despesas de viagem de 5.466 euros para cada um deles.
 